# Consejo Agrario Mexicano
Consejo Agrario Mexicano är en ort i Mexiko.   Den ligger i kommunen Tapachula och delstaten Chiapas, i den sydöstra delen av landet, 900 km sydost om huvudstaden Mexico City. Consejo Agrario Mexicano ligger 1 306 meter över havet och antalet invånare är 146.
Terrängen runt Consejo Agrario Mexicano är bergig åt nordost, men åt sydväst är den kuperad. Runt Consejo Agrario Mexicano är det ganska tätbefolkat, med 172 invånare per kvadratkilometer. Närmaste större samhälle är Cacahoatán, 17,9 km söder om Consejo Agrario Mexicano. I omgivningarna runt Consejo Agrario Mexicano växer i huvudsak städsegrön lövskog.